# District de Rostock
Le district de Rostock était l'un des 15 Bezirke (districts) de la République démocratique allemande, nouvelles subdivisions administratives créées lors de la réforme territoriale de 1952 en remplacement des cinq Länder préexistants. Ces districts furent à leurs tours dissous en 1990, en vue de la réunification allemande et remplacés par les anciens cinq Länder reconstitués, dont le district de Rostock constitue la partie littrotale de l'actuel Land de Mecklembourg-Poméranie-Occidentale.
Immatriculation automobile : A

## Démographie
- 916 500 hab. en 1989

## Structure administrative
Le district comprenait :
- Les villes-arrondissements (Stadtkreis) de :

1. Rostock
2. Greifswald
3. Stralsund
4. Wismar

- Les arrondissements (Kreis) :

1. Arrondissement de Bad Doberan
2. Arrondissement de Greifswald (campagne)
3. Arrondissement de Grevesmühlen
4. Arrondissement de Grimmen
5. Arrondissement de Ribnitz-Damgarten
6. Arrondissement de Rostock (campagne)
7. Arrondissement de Rügen
8. Arrondissement de Stralsund (campagne)
9. Arrondissement de Wismar (campagne)
10. Arrondissement de Wolgast

## Gouvernement et les dirigeants du SED

### Premier secrétaire duSEDpour le district
- 1952–1961 Karl Mewis (1907–1987)
- 1962–1975 Harry Tisch (1927–1995)
- 1975–1989 Ernst Timm (1926–2005)
- 1989–1990 Ulrich Peck (1948–)

### Président du conseil de district
- 1952 Erhard Hollweger
- 1952–1959 Hans Warnke (1896–1984)
- 1959–1961 Harry Tisch (1927–1995)
- 1961–1969 Karl Deuscher (1917–1993)
- 1969–1986 Willy Marlow (1928–2007)
- 1986–1989 Eberhard Kühl (1930–)
- 1989–1990 Götz Kreuzer (1940–)
- 1990 Hans-Joachim Kalendrusch (mandataire du gouvernement)